# Auguste Amalie Schmalz
Auguste Amalie Schmalz (1771 in Berlin – 28. November 1848 in Potsdam) war eine deutsche Opernsängerin (Sopran) und Gesangspädagogin.

## Leben
Schmalz, Tochter des Organisten Johann Daniel Schmalz, erhielt ihren ersten Gesangsunterricht durch den renommierten Gesangsmeister und Kammermusikus Justus Jacob Kannegießer (gest. 15. Februar 1805). 
Zur Vollendung ihrer Studien wurde sie dann auf Befehl Friedrich Wilhelm II. zu Johann Gottlieb Naumann nach Dresden geschickt, wo sie in der Oper Tutto per amore zum ersten Mal die Bühne betrat. 1790 kehrte sie nach Berlin zurück und wurde hier vom Januar 1793 ab für die italienische Oper verpflichtet. 
Gerber, der sie 1797 hört, schrieb von ihr: „Ihre volle, klare und ganz dem Theater angemessene Stimme hat den ungewöhnlichen Umfang von g bis g‘‘‘ und alle diese Töne habe ich unübertreffbar schön, klar und gleichartig von ihr gebrauchen hören. Noch immer tönt mir eine ihrer Rouladen im Ohr, welche von d bis d‘‘‘ reichte, sich dann in’s Fis‘‘‘ erhob und darin eine lange Zeit verweilte. Zugleich kann sie die Töne bis zur äußersten Stärke anschwellen und sie wieder gleichsam in leise Fäden ausspinnen. Aber bei aller dieser unbeschränkten Herrschaft über Noten und Kehle bleibt ihr Vortrag dennoch immer simpel und bescheiden.“ 
Darnach erhellt zur Genüge, dass ihre Hauptstärke im Ziergesang lag (Rollen: 1799 „Azema“ (Semiramis), 1800 „Cleopatra“ (Tigranes), 1805 „Ismenia“ (Meda), „Diana“ (Baum der Diana), „Romeo“ (Zingarelli), „Königin der Nacht“ u. a.), im dramatischen Fache konnte sie sich, wie es scheint, weder neben Margarete Luise Schick noch später neben der Pauline Anna Milder behaupten; immerhin findet man unter ihren Rollen die der „Donna Anna“ (1810–1819: 28 Mal), „Iphigenia“ (1810), „Armida“ (1812), „Antigone“ (Oedip), also ziemlich das Haupterbe der großen Schick. 
Dass sie neben dieser hervorragenden Künstlerin ihren Platz nicht behaupten konnte, erhellt auch daraus, dass sie sich 1802 für zwei Jahre an die Wiener Oper verpflichtete und auch von 1806 bis 1810 an anderen Bühnen Beschäftigung und Ruhm suchte; auf solchen Spielreisen berührte sie 1808 auch Rom und soll dort viel Erfolg gefunden haben. Erst von 1810 ab, also nach dem Tode der Schick, gehörte sie dauernd dem Berliner Opernhause an, trat jedoch vom Jahre 1817 an mehr und mehr in den Hintergrund und wirkte später nur noch als Gesangspädagogin. 
Sie starb am 28. November 1848 in Potsdam.